# 建治寺
建治寺（こんじじ）は、徳島県徳島市入田町金治の西龍王山にある東寺真言宗の寺院。大滝山宝珠院と号す。本尊は金剛蔵王大権現。四国八十八箇所霊場の第十三番札所・大日寺の奥の院。四国三十六不動尊霊場第12番札所。
- 本尊真言：おん ばざらくしゃ あらうんじゃ うん
- ご詠歌：わがむねに なやみ苦しむ 心をば 神の威徳で 建て治す寺

## 概要・歴史

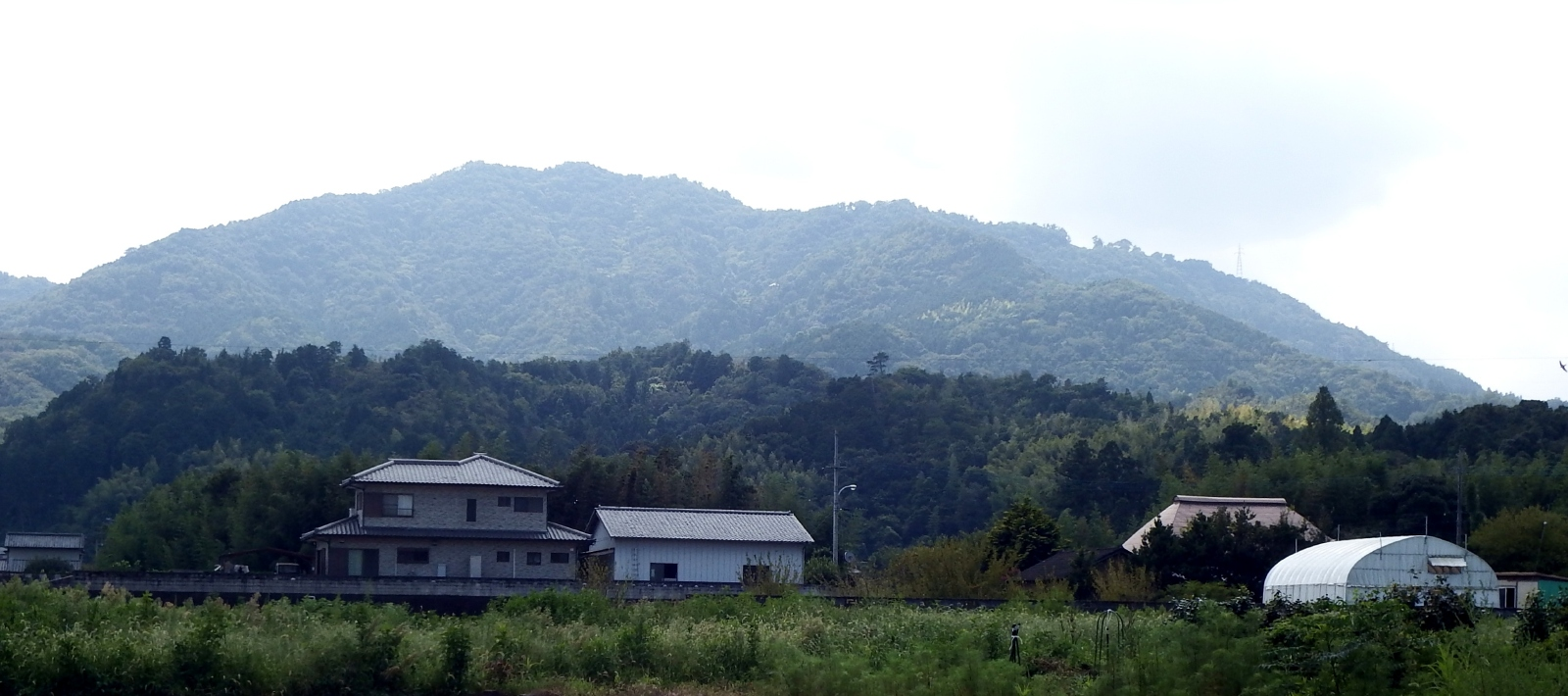
西龍王山

天智天皇の治世（661年 – 671年）に役小角が開基したと伝えられている。弘仁年間（810年 – 824年）に空海（弘法大師）が四国巡礼をしている際に本寺を訪れ、修行したと伝わる。その際、金剛蔵王権現を感得し、その尊像を刻み岩窟の奥深くに祀ったという。また、大日寺の奥の院とし、真言宗根本祈祷所と定めたという。。
時代は下って、天正13年（1585）蜂須賀家政が阿波藩主として着任後、戦に出陣した際、お告げを受け大勝した。帰国後、そのお告げは当寺の本尊の化身と悟り、城下に堂を建立し薬師如来と共に持ち帰って城の守り本尊とした。その後、奇異なことが続き、本尊が帰りたいと望んでいることがわかり、仏師に同じものを造らせそれを寺に納めたものの依然に奇異なことは続いた。ついに手元に置くのを断念し、寺に返却したことから、本尊の金剛蔵王権現が弘法大師作の阿形と、蜂須賀公の彫らせた吽形の阿吽二体となった。
安政時代には、貞阿上人により興隆する。

## 境内
- 本堂：本尊・金剛蔵王権現（秘仏）、向かって右に阿弥陀如来と十一面観音、左に不動明王を祀る。
- 大師堂：厄除大師
- 建治龍門窟：大師堂の向かって右から約百ｍの狭い洞窟が続き、最奥には不動明王を祀る。
- 本坊（寺務所・納経所）、宿坊（休業中）
- 歌碑：森田勇「建治寺もほど遠からじ滝の青を　ひとり開きつしばらくいこふ」が駐車場の脇にある。

駐車場（無料）の上に。
- 玉姫明神祠
- 鐘楼堂
- 常夜灯

境内の下方に。
- 身代瀧不動（石像）
- 柴燈護摩の広場

上記の広場の端に門があり、遍路道を500 m程下った場所に金治谷川の沢の最上部にかかる滝があり、寺の行場となっている。
- 建治の滝：寺に申し込めば滝行の指導をしてもらえる。
- 不動明王祠
- 一帯に四国八十八箇所の石仏が点在している。

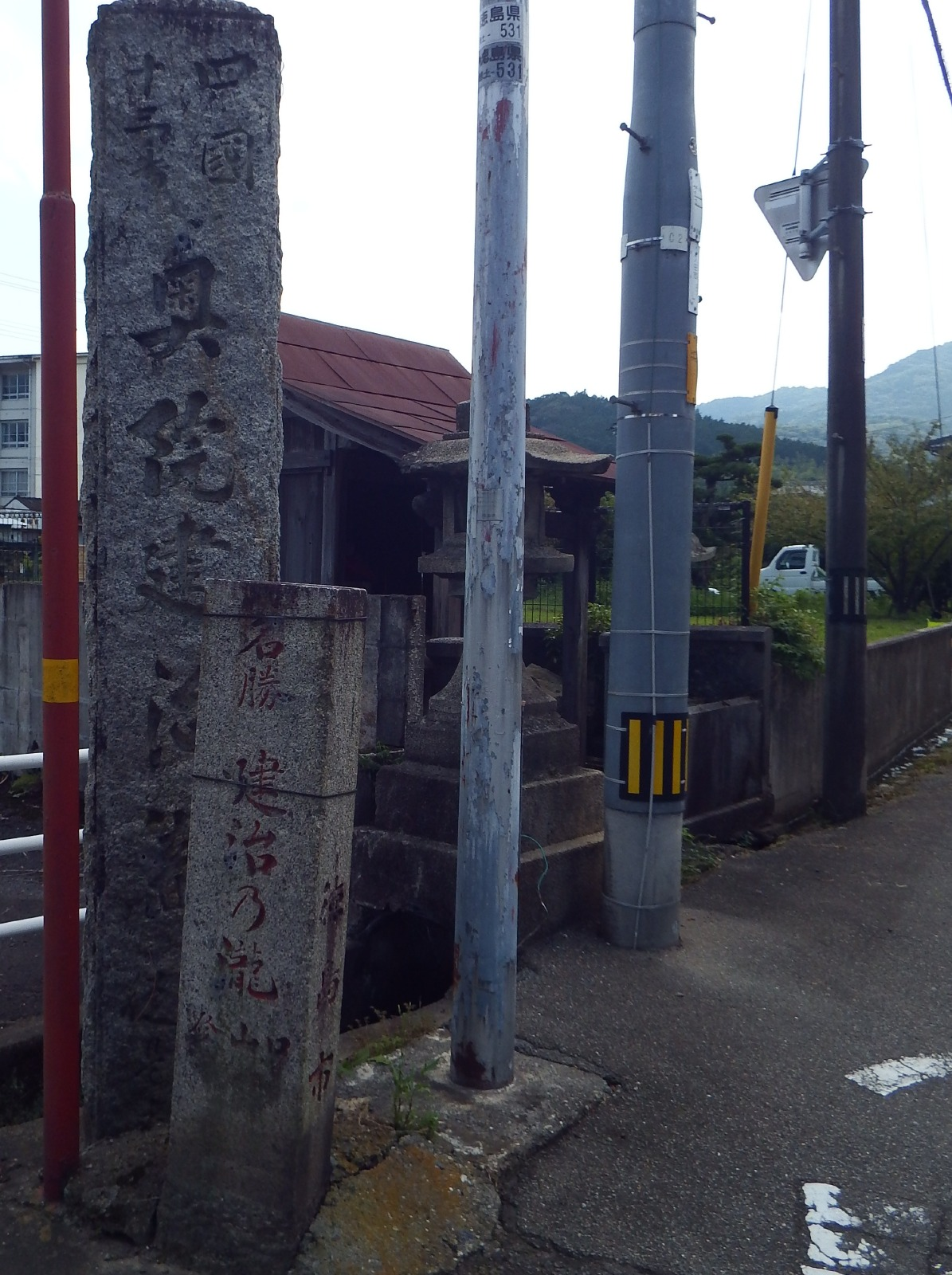
麓の県道脇にある入口
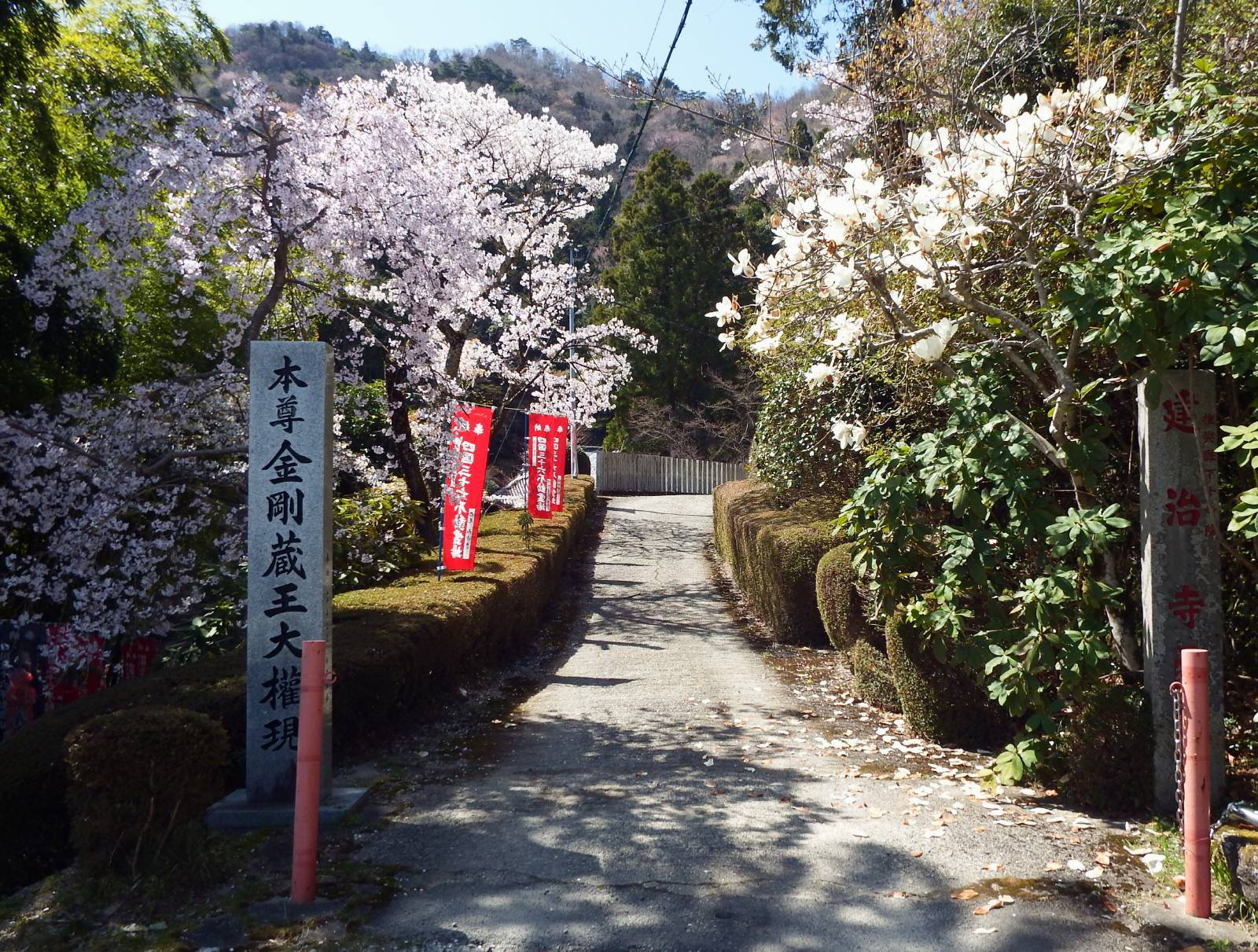
境内入口
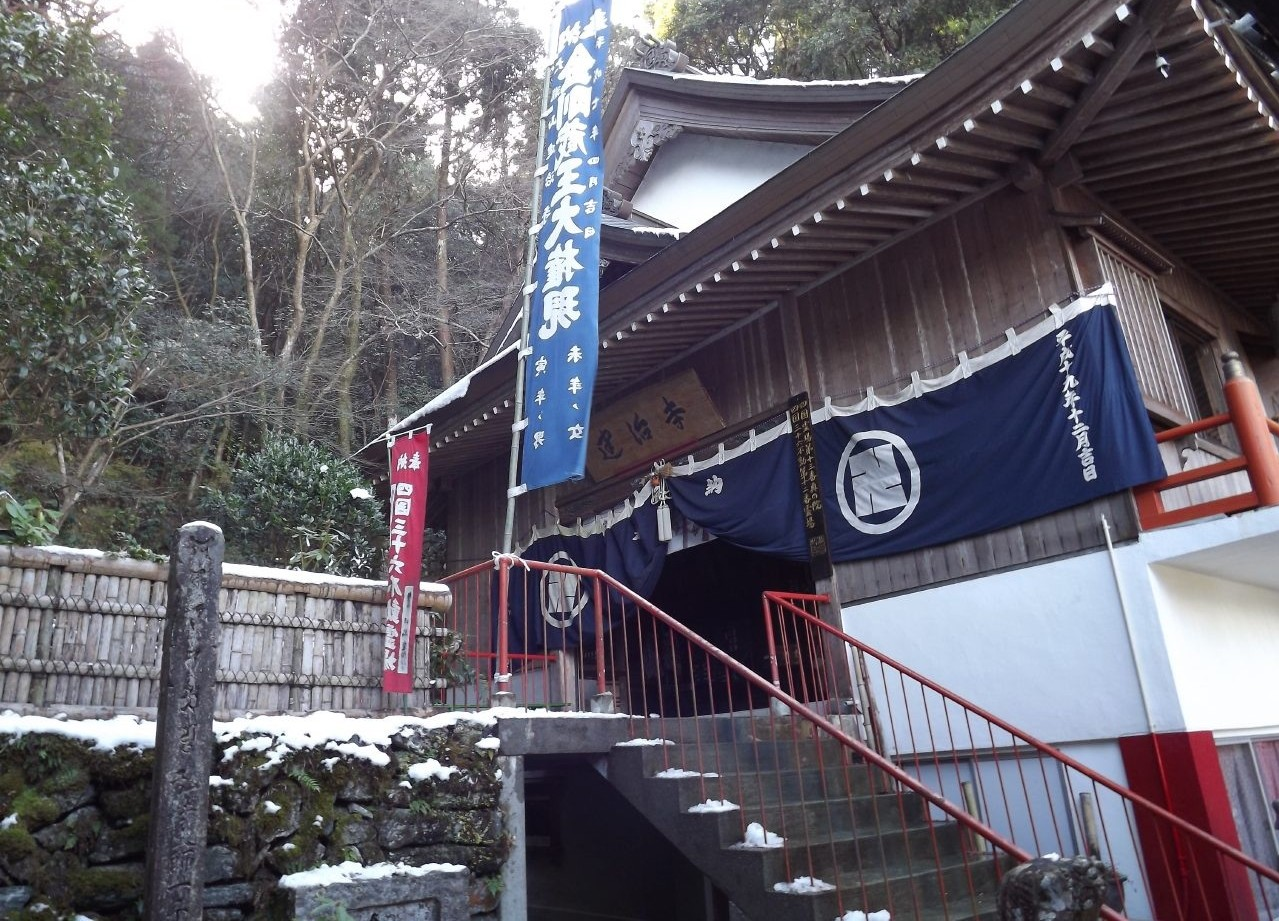
本堂
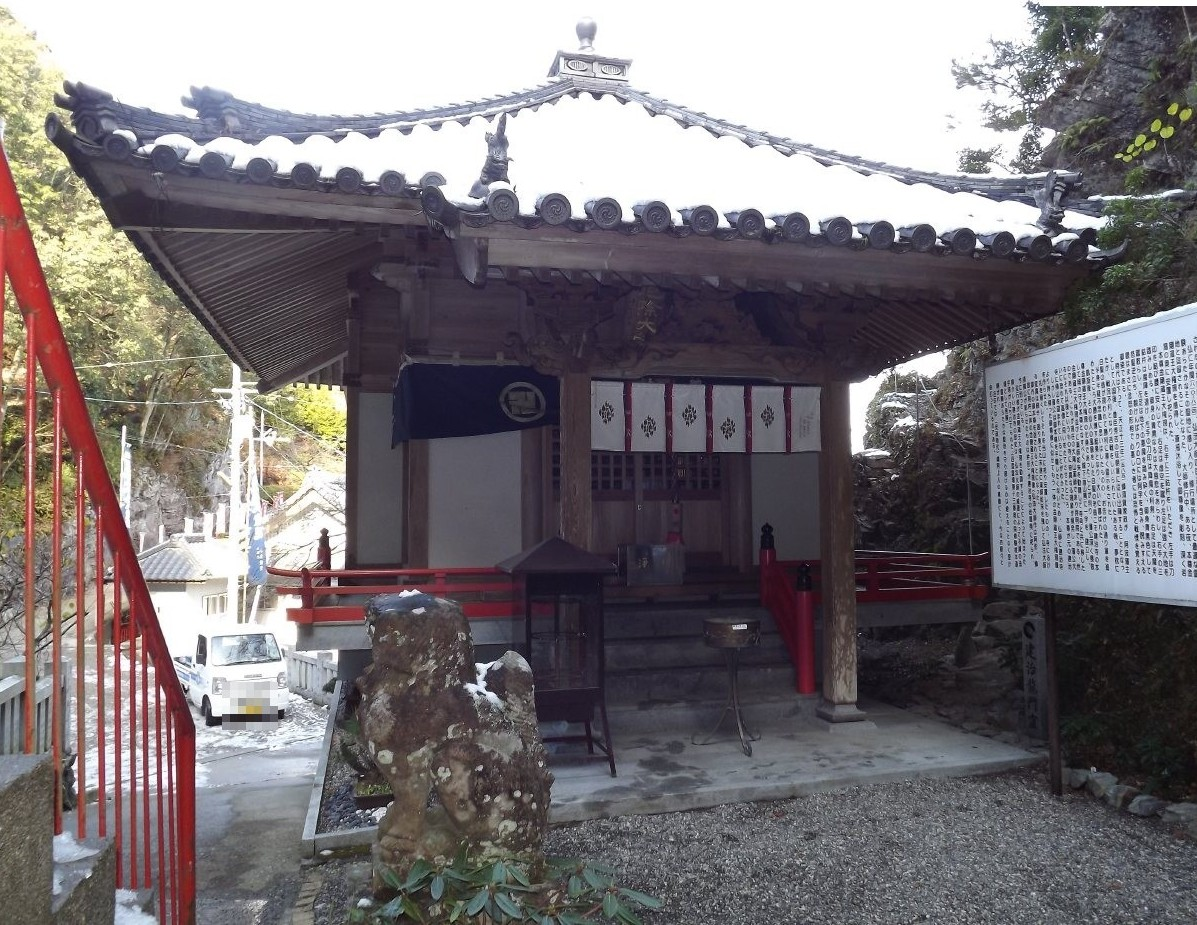
大師堂
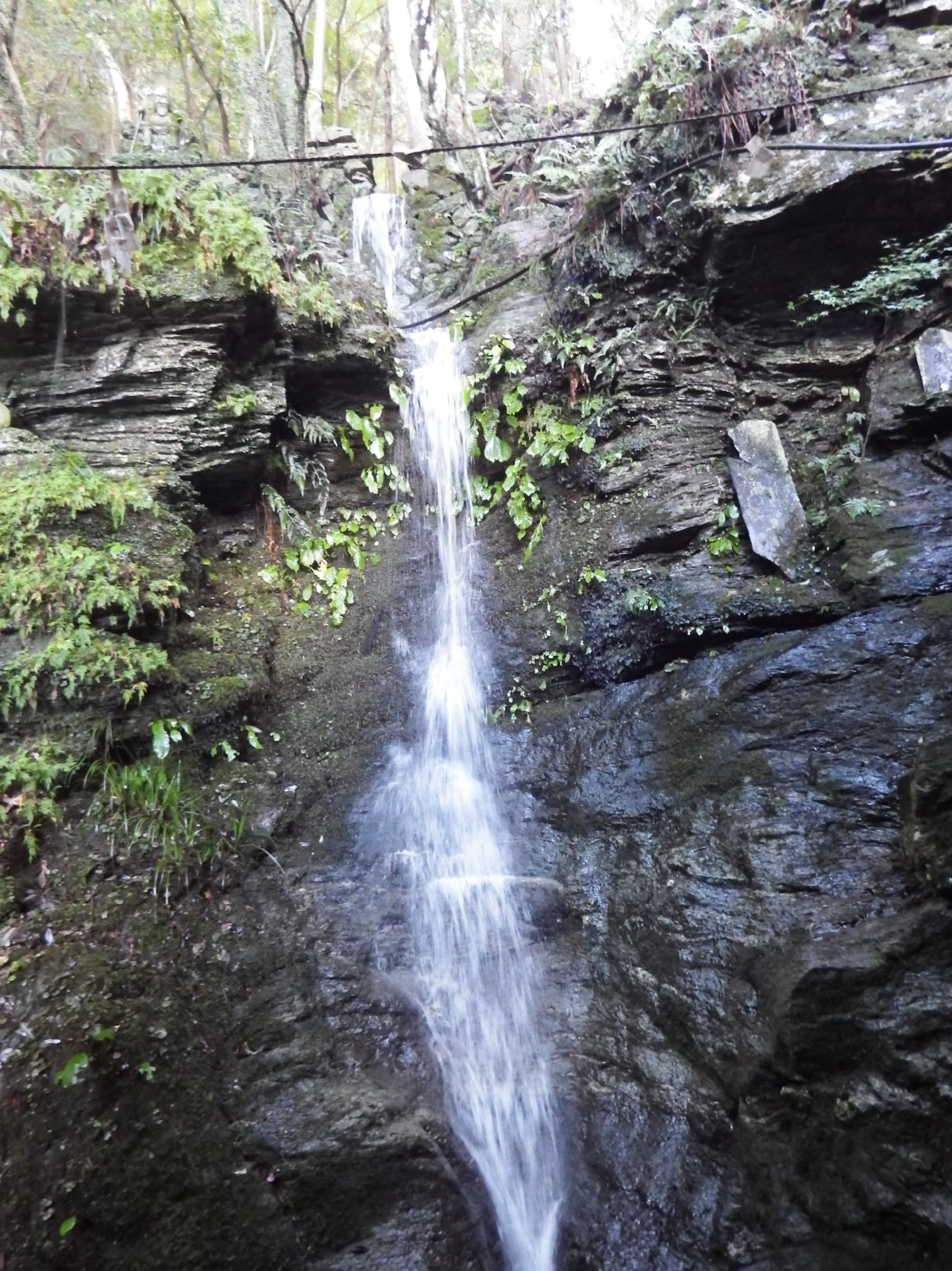
本堂裏の滝
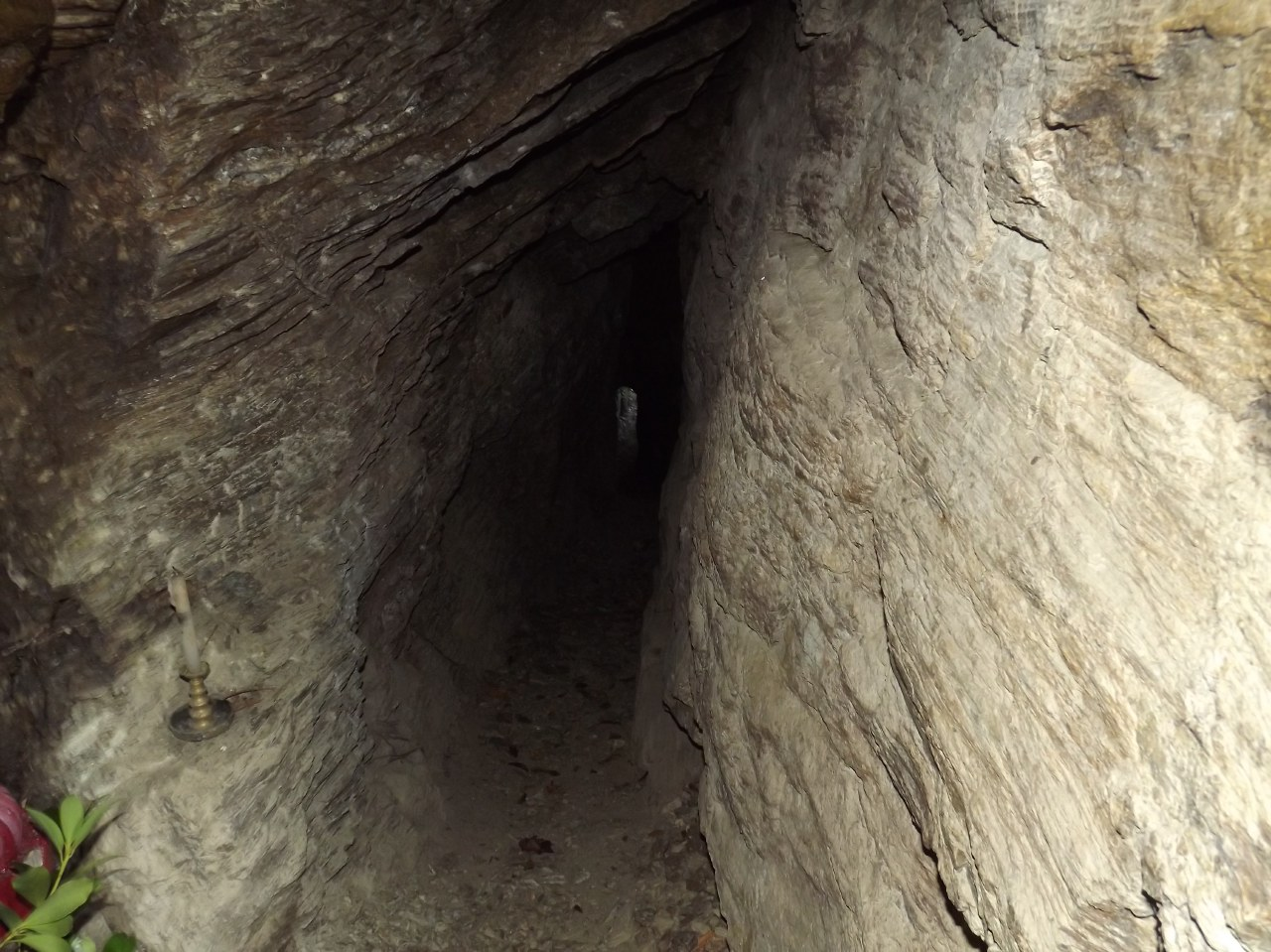
建治龍門窟
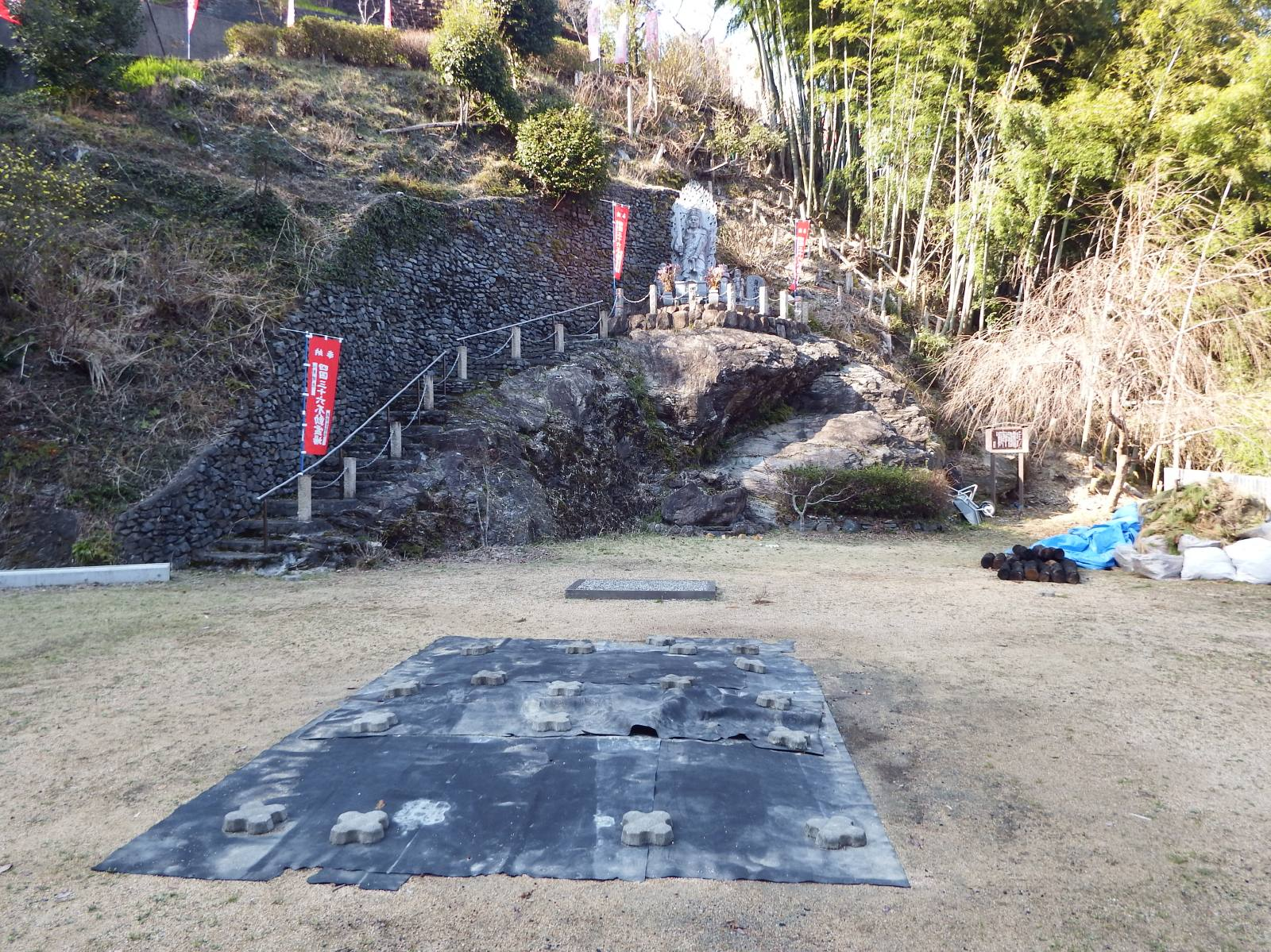
柴燈護摩の広場
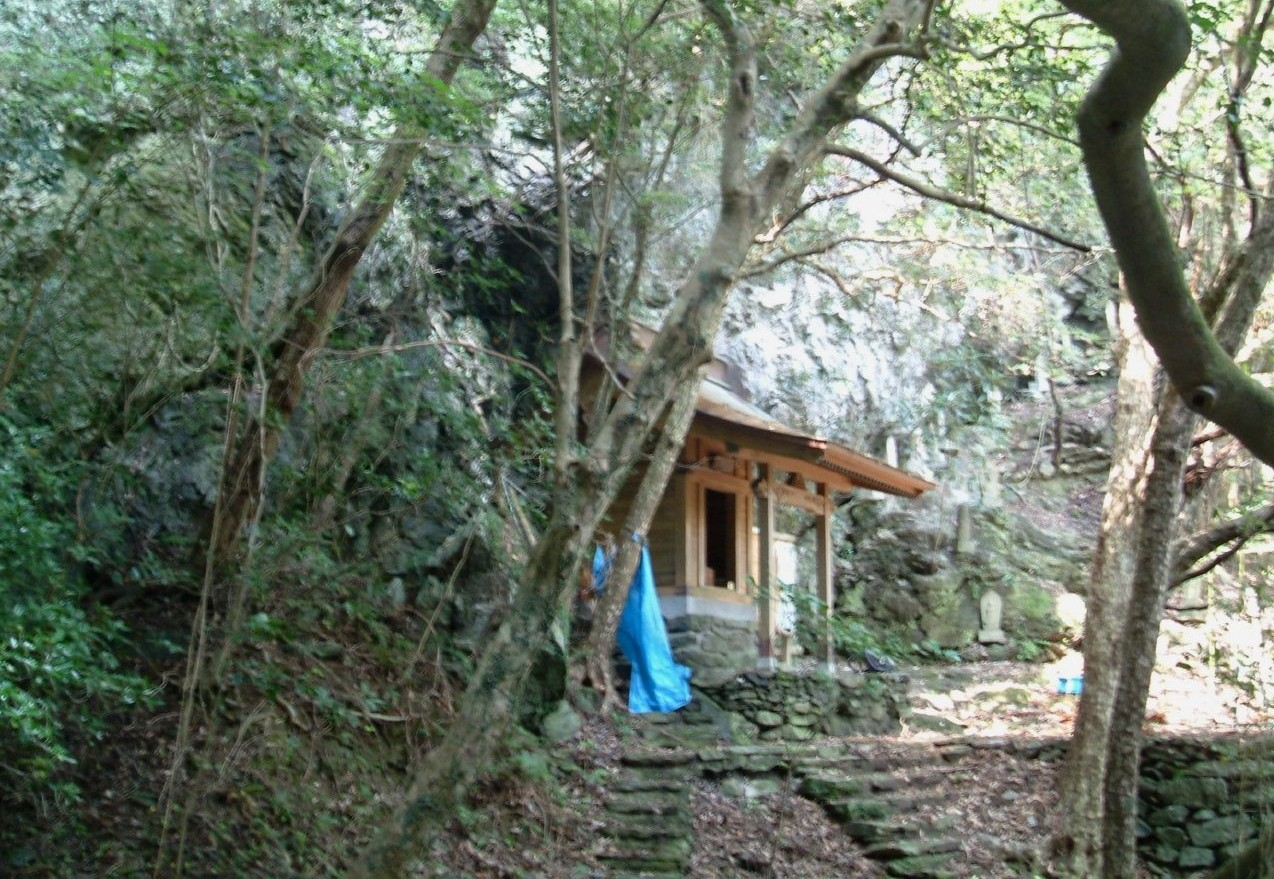
奥之院の行場
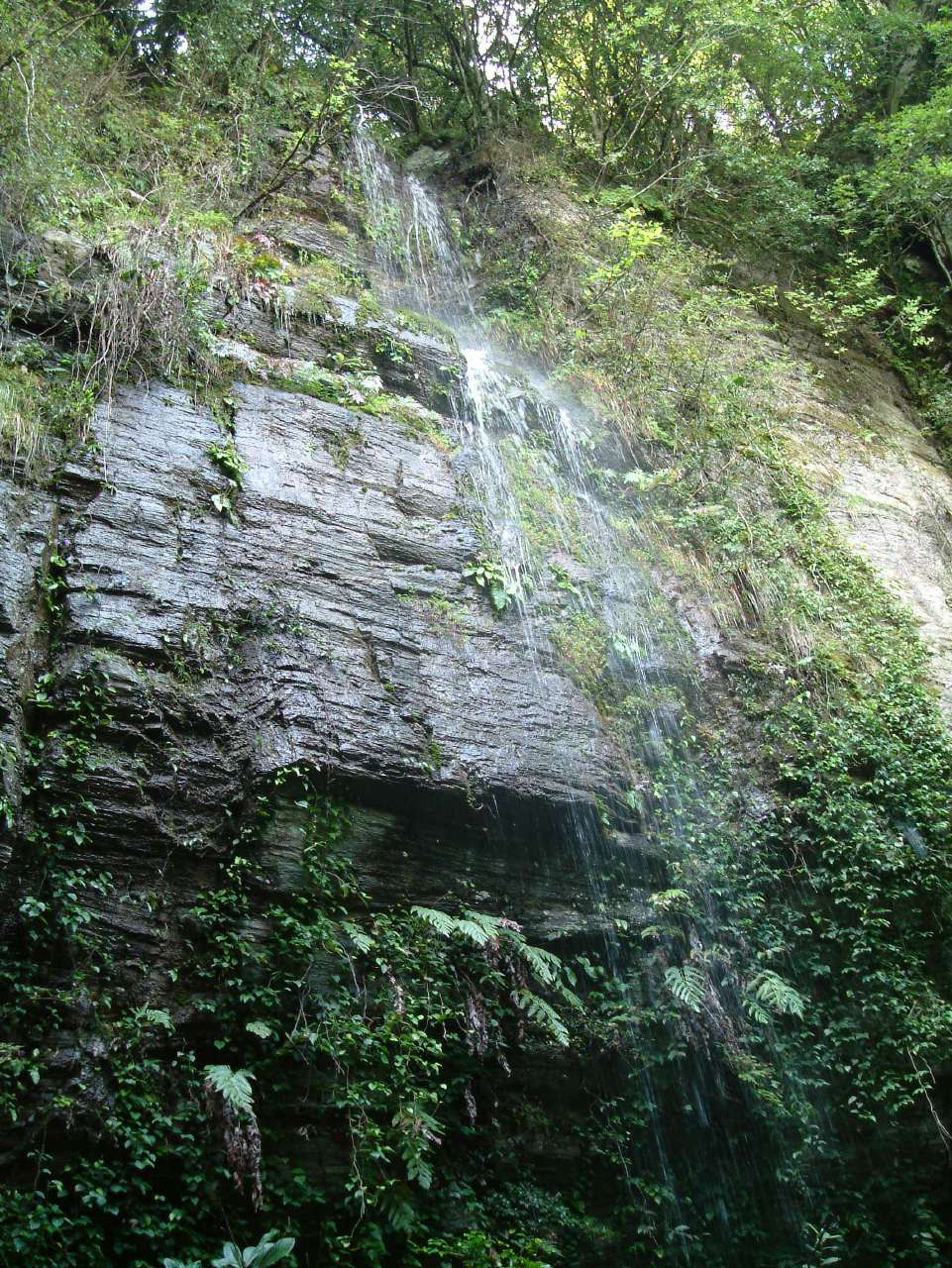
建治の瀧

## 文化財
市指定有形文化財
- 木造阿弥陀如来立像：平成6年2月22日指定[8]

## 行事
- 月護摩 - 毎月10日と11日
- 初日の出（御来光） - 元旦
- 節分柴燈大護摩 - 2月3日
- 春季大祭典 - 4月の第一日曜日
- 十八山柴燈大護摩 - 7月18日

## 前後の札所
四国八十八箇所
13 大日寺 -- 13番 奥の院 建治寺 -- 14 常楽寺
四国三十六不動尊霊場
11 童学寺 --(9 km)--  12 建治寺 --(13 km)-- 13 密厳寺